# Mühlendamm (Berlin)
Der Mühlendamm in Berlin ist eine der Hauptverkehrsstraßen im Ortsteil Mitte und Teil der Bundesstraße 1. Der Name geht auf einen zwischen 1220 und 1230 geschaffenen Damm zurück, der zum Wehr ausgebaut mehrere Wassermühlen betrieb. Die an dieser Stelle seit dem 19. Jahrhundert bestehende Brücke zur Querung der Spree erhielt den Namen Mühlendammbrücke; sie verläuft parallel zur Gertraudenbrücke.

## Lage von Brücke und Straße
Die Mühlendammbrücke, eine 1968 gebaute Spannbetonbrücke über die Spree, verbindet den auch Fischerinsel genannten südlichen Teil der Spreeinsel mit dem Molkenmarkt auf dem nordöstlichen Spreeufer. Von dort verläuft der Straßenzug aus Gruner- und Alexanderstraße weiter zum Alexanderplatz im Nordosten. In der Gegenrichtung führt im Verlauf der Gertraudenstraße die Gertraudenbrücke über den Spreekanal zum Spittelmarkt und von dort die Leipziger Straße zum Leipziger Platz und Potsdamer Platz.
Neben der nördlich verlaufenden Magistrale aus Straße des 17. Juni, Unter den Linden, Schloßplatz und Karl-Liebknecht-Straße trägt der Mühlendamm im Bereich der historischen Mitte Berlins den Hauptteil des Verkehrs zwischen der City West (Kurfürstendamm, Breitscheidplatz und Tauentzienstraße) und dem Alexanderplatz bzw. den nordöstlichen Berliner Bezirke (Pankow, Lichtenberg, Ortsteil Friedrichshain von Friedrichshain-Kreuzberg, Marzahn-Hellersdorf) und ist daher entsprechend frequentiert.
Östlich der Straßenbrücke befindet sich die Mühlendammschleuse.

## Geschichte der Straße und der Brücke

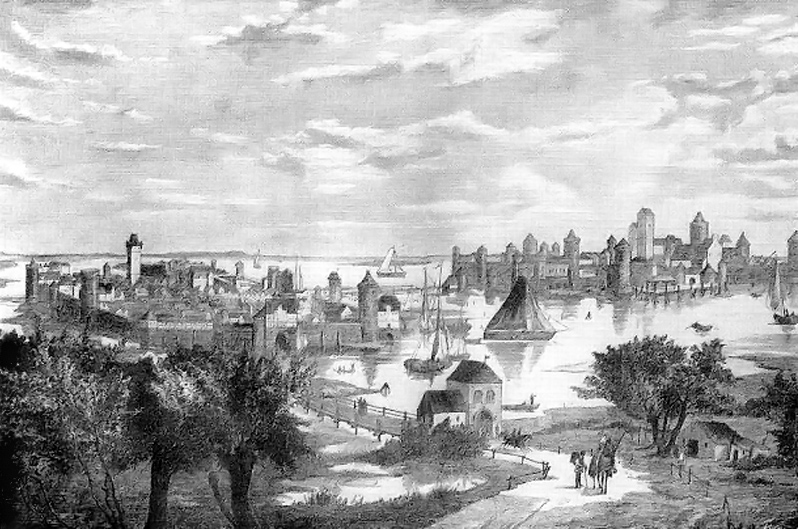
Künstlerisch-phantasievolle Darstellung von Berlin (rechts)
und Kölln (links), um 1400

Der Mühlendamm gilt als Keimzelle der spätmittelalterlichen Doppelstadt Berlin-Kölln, die sich ab ca. 1200 um das Nikolaiviertel mit dem Olde Markt (Alter Markt, der heutige Molkenmarkt) sowie dem Köllnischen Fischmarkt in der Stadt Kölln auf der heutigen Spreeinsel entwickelte.
Seine Entstehungsgeschichte hängt mit der Lage an einem Fernhandelsweg zwischen dem Teltow (von Halle und Wittenberg her) und dem Barnim (Richtung Oderberg und Stettin) zusammen, der an dieser schmalen und flachen Stelle den Spreefluss kreuzte. Im letzten Drittel des 12. Jahrhunderts angelegt, entstand der neue Spreepass in Konkurrenz zu den bisherigen Übergängen in Spandau und Köpenick. An der Furt wurde zunächst eine Brücke errichtet, die zur Regulierung des Wasserstandes zu einem Stauwehr ausgebaut wurde, um die Wasserkraft für verschiedene Mühlen zu nutzen. Der Wasserpegel stieg vor Ort um rund 1,70 Meter, wodurch zugleich größere Schiffe diesen Weg nutzen konnten.
Die jüngere Forschung hat durch eine neue Auswertung der baugeologischen Karte von Berlin 2003 festgestellt, dass der Mühlendamm keineswegs an der engsten Stelle der Spree errichtet wurde. Dieser Stelle mit 160 Metern steht eine deutlich engere Stelle von 80 Metern an der heutigen Rathausbrücke gegenüber. Der Spreearm hatte an beiden Stellen steile Ufer von ungefähr drei Metern Höhe, die Wassertiefe betrug ebenfalls deutlich mehr als zwei Meter. Eine Furt kam also nicht in Frage, zumal die Möglichkeit von Rampen nicht gegeben war. Die deutlich engere Stelle musste also frühdeutschen Siedlern für die Überquerung der Spree geeigneter erscheinen als die Situation am Mühlendamm und dem späteren Köllnischen Fischmarkt.
Der Name Mühlendamm („Molendam tu Berlin“) stammt aus der Zeit der Stadtgründung, als der Damm der einzige befestigte Spreeübergang zwischen den Städten Berlin und Kölln war. Dort liefen die im Spreetal angelegten Fernstraßen zusammen. Zugleich diente der Mühlendamm als Staudamm für die ab 1220 betriebenen Wassermühlen. Die sechs Korn-, Walk- und Schneidemühlen lagen quer durch den Fluss, nur ein Mittelstück zur Schiffspassage wurde freigehalten. Eine Urkunde vom 28. September 1298 kündet zum Molendamm tu Berlin von „reger Schifffahrt und Flößerei“.
Die einträglichen Mühlen befanden sich ab 1448 im Besitz des Landesherrn, verwaltet durch das Kurfürstliche Amt Mühlenhof (heute Standort Neue Münze). Die hier bearbeiteten Erzeugnisse wurden in einfachen hölzernen Buden an Ort und Stelle zum Verkauf angeboten. Das bestehende Stapelrecht beim Umladen der Schiffe auf ihrem Weg zwischen Schlesien und Hamburg führte zur Niederlassung weiterer Händler, was der Stadtkasse wiederum zu guten Einnahmen verhalf. Am Mühlendamm herrschte ein reges Markttreiben.
Die einfachen alten Verkaufsstände wurden 1687 auf Anordnung des Großen Kurfürsten im Zusammenhang mit einem befestigten Flussübergang in Stein neu errichtet:

„Um dem Ganzen ein besseres Aussehn zu geben, wurde das Untergeschoss des Baues als Arkaden eingerichtet, während auf der südlichen Seite des Mühlendamms der Durchgang auf die sogenannte Fischerbrücke mit einem hohen Portal verziert wurde, über dessen Schlussstein die Büste des Kurfürsten aufgestellt ward. Die fünf Gänge, wodurch das Wasser gegenwärtig auf die Mühlen einströmt, liess Friedrich I. in den Jahren 1706 bis 1710 durch den Baumeister Soothé aus Quadern ausführen.“

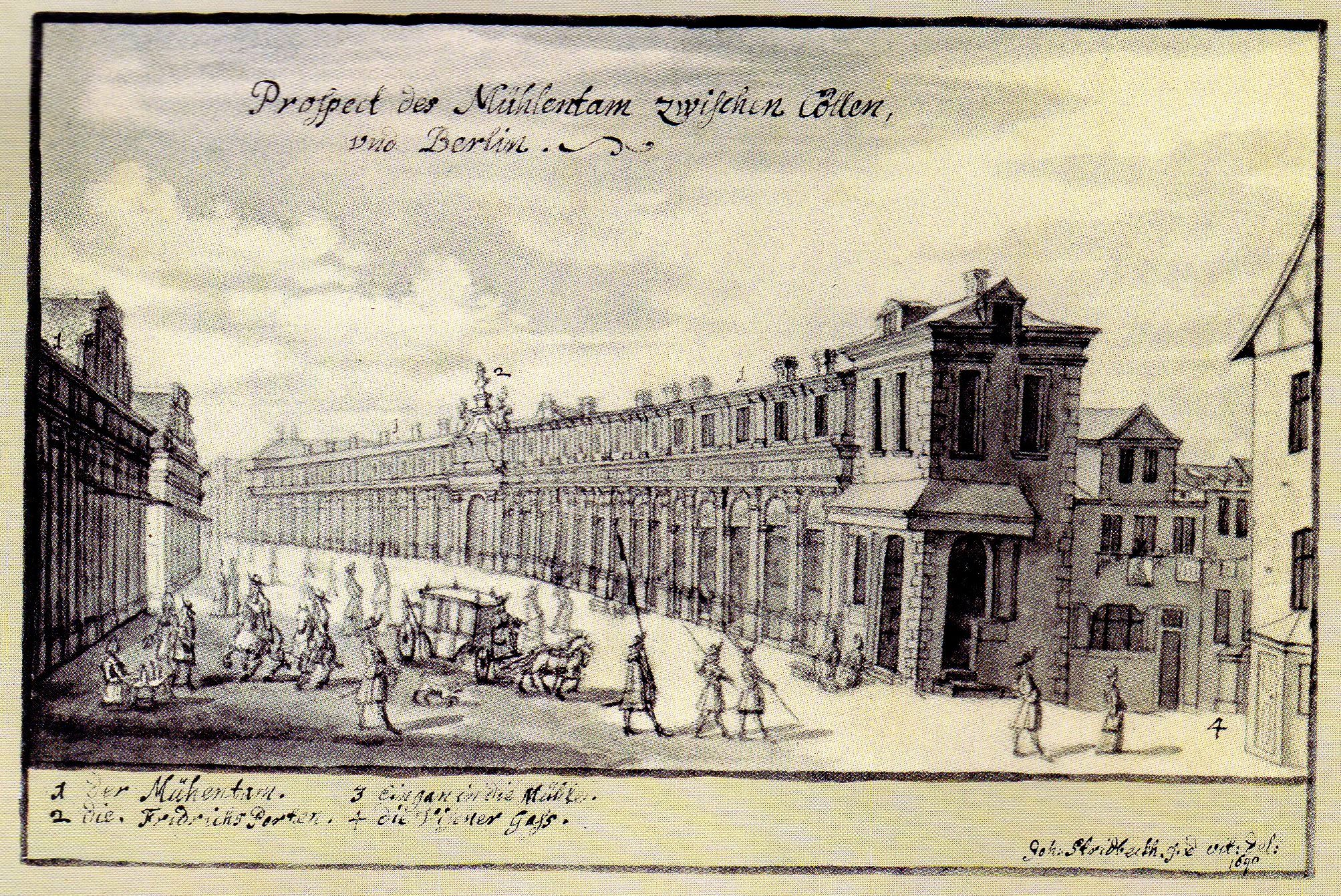
Mühlenkolonnaden im Jahr 1690

Die neuen Verkaufseinrichtungen – sechs massive Gewölbe – wurden von Giovanni Simonetti nach Plänen von Johann Arnold Nering gebaut und Mühlenkolonnaden genannt. Über ihnen befanden sich häufig die Wohnungen der Händler und ab 1693 ein Saal, der den Kaufleuten für Zusammenkünfte diente und bis 1739 auch als Börse fungierte. Im Neuesten Conversations-Handbuch für Berlin und Potsdam aus dem Jahr 1834 findet sich folgende Situationsschilderung: „[Es gibt dort] Baumwoll- und Modewaren, Konditoreien, Buchbinder- und Galanteriewaren, Kleiderläden, Lotteriekollekte sowie zahlreiche andere Etablissements. […] Unter den meisten Häusern fließt die Spree und treibt die Mühlen.“

Blick vom Molkenmarkt auf den Mühlendamm, im Vordergrund das Ephraim-Palais; um 1830

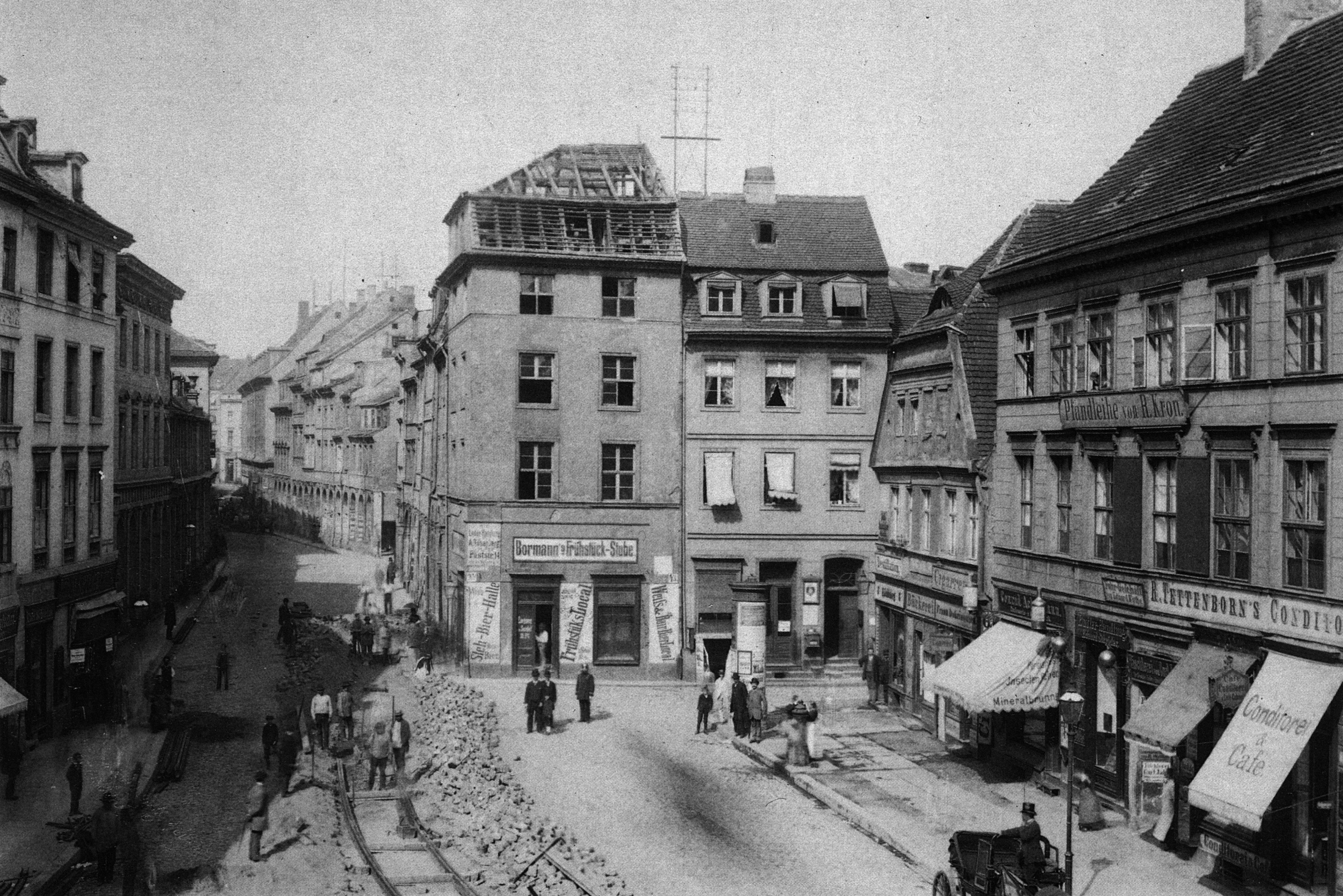
Blick aus der Gegenrichtung vom Köllnischen Fischmarkt auf den Mühlendamm (links), 1886. Noch im selben Jahr wurde durch diese schmale Straße ein Gleis für die Pferdebahn verlegt. Das Haus in der Bildmitte wurde bis 1890 zur Verbreiterung des Mühlendamms abgerissen, auch alle Häuser dahinter mussten weichen.

Nach mehreren Bränden in den folgenden Jahrzehnten wurden die Kolonnaden Anfang des 19. Jahrhunderts aus Sandstein neu errichtet. Der Mühlendamm war zu dieser Zeit eine belebte Geschäftsstraße.
1886 wurde die Strecke der Großen Berliner Pferde-Eisenbahn, die zuvor in der Breiten Straße kurz vor dem Cöllnischen Fischmarkt geendet hatte, über den Mühlendamm zum Molkenmarkt verlängert. Wegen der Enge des Mühlendamms konnte nur ein Gleis gelegt werden, das Gleis der Gegenrichtung musste hinter den nordwestlichen Häusern des Mühlendamms über den noch schmaleren Mühlenweg verlaufen.

Eine neu gebaute 110 Meter lange Schleuse am Mühlendamm ersetzte 1888 die seit dem Mittelalter mehrfach vergrößerte Schleuse im Spreekanal. Das Spreebett wurde für die zunehmenden Schiffstransporte vertieft und die Brücke umgestaltet. Die Mühlen stellten nun ein Hindernis dar, weswegen der Mühlenbetrieb eingestellt und die Gebäude bis 1892 abgerissen wurden.

Das 1850 errichtete Mühlendammgebäude, eine burgenartig aus rot-gelben Ziegelsteinen mit Türmen und Zinnen gestaltete Getreidemühle, wurde bis 1893 von Hermann Blankenstein zum Sitz der Städtischen Sparkasse umgebaut. Die Sparkasse war zuvor zusammen mit der Armenverwaltung im alten Berliner Rathaus untergebracht. Bei den Berlinern hieß das Gebäude die „Normannenburg“, was von der Bezeichnung des früher an dieser Stelle vorhandenen Kastells abgeleitet worden war. Dabei handelte es sich aber um einen Mehlspeicher. Gottfried Keller, der 1850 bis 1855 in Berlin weilte, erwähnte dieses Gebäude in seinem Gedicht Mühlenromantik mit folgenden Reimen:

„Doch zu Berlin, im ästhetisch erweckten,
 da sah ich nagelneu und auf das beste
 ausgeführt vom Staatsarchitekten
 eine gewaltige normannische Feste.
 Und es war eine Mehlfabrike,
 hoch und herrlich mit Zinnen und Türmen.
 Schäumend und brausend unter der Brücke
 sehen die Berliner die Spree herstürmen!“

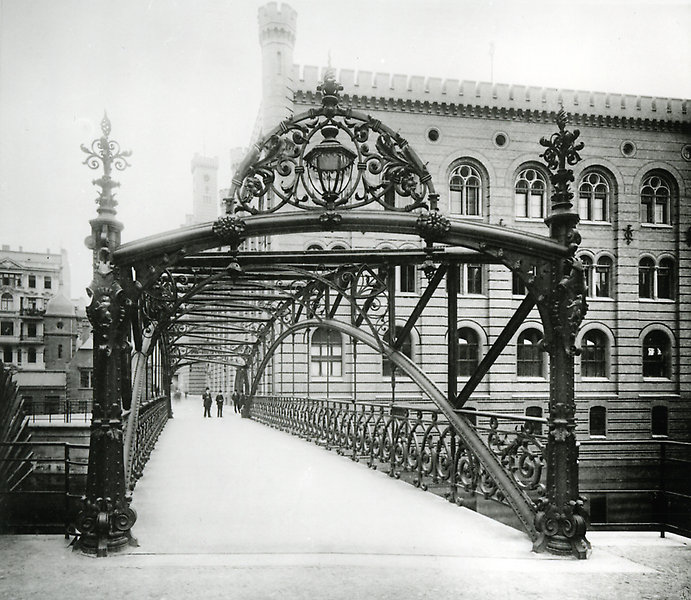
Mühlenwegbrücke, 1894

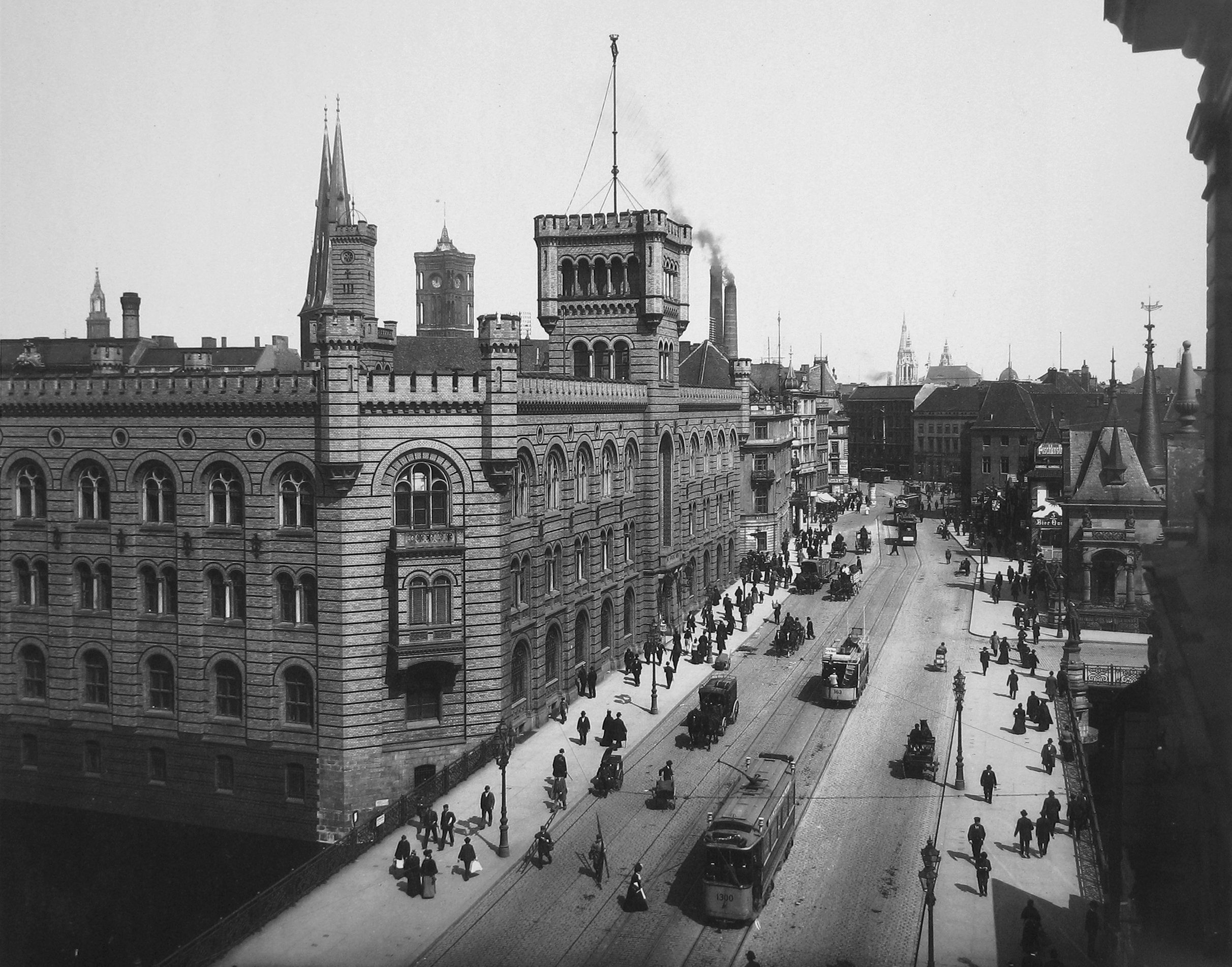
Mühlendamm mit Mühlendammgebäude, 1902

Die Mühlen wurden ab 1880 schrittweise außer Betrieb gesetzt, weil nun Dampfmaschinen und Elektrizität als Energieträger zur Verfügung standen.
Erstmals ließen die Stadtoberen – nach einer Vertiefung des Flussbettes um rund zwei Meter – eine auch als Brücke erkennbare Stahlkonstruktion errichten. Zusätzlich mussten weitere Brücken angelegt werden, um die Gerinne und die Kammerschleuse überqueren zu können. Sieben verschiedene eiserne Brückenkonstruktionen verbanden schließlich die Schleuse mit den beiden Ufern der Spree. Es handelte sich unter anderem um die Straßenbrücken Fischerbrücke und Mühlendammbrücke, deren Stützen aus Gusseisen bestanden und die auf eisernen Trägern unterhalb der Fahrbahnen lagerten. Die Mühlendammbrücke erhielt eine 15 Meter breite Fahrbahn für den inzwischen enorm angewachsenen Kutschenverkehr. Für die Fußgänger gab es beiderseits 8,5 Meter breite Gehwege. Die den Fußgängern vorbehaltene neue bogenförmige Mühlenwegbrücke über das Große Gerinne war 4,5 Meter breit und ornamental verziert. Die große neue Brücke wurde im Juni 1894 eingeweiht.
Zwischen 1936 und 1940 wurde der Mühlendamm in Vorbereitung des Großprojekts Welthauptstadt Germania erneut umgestaltet, wobei das Mühlendammgebäude und das Wehr verschwanden, genauso wie das Ephraim-Palais an der Ecke Poststraße. Der Beginn des Zweiten Weltkriegs verhinderte die Vollendung der Umbauarbeiten. Zwei je 35 Meter lange und elf Meter breite stählerne Fachwerkbrücken nach beiden Seiten der Schleuse und eine Stahlbalkenbrücke über den Wehrkanal standen zur Verfügung. In den letzten Kriegstagen wurden die Brücken von der Wehrmacht gesprengt, um das Vordringen der sowjetischen Armee zu verlangsamen.

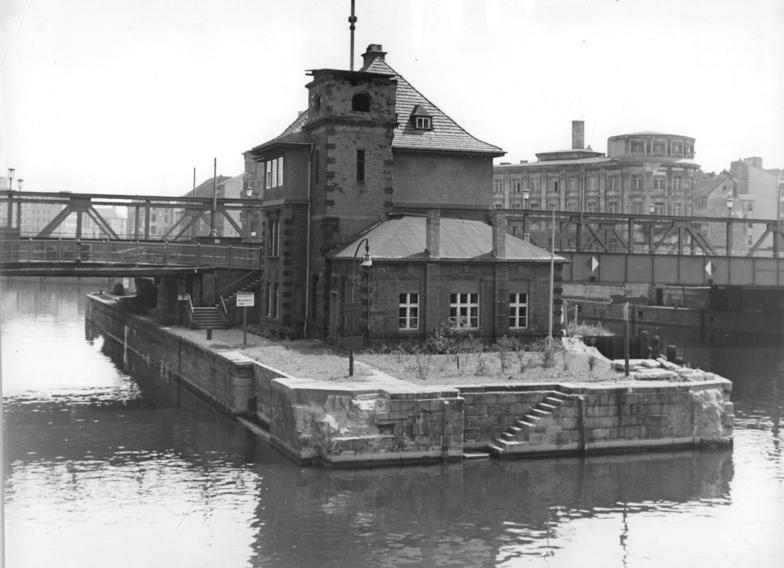
Mühlendammschleuse mit Schleusenwärter-Häuschen und der Behelfsbrücke von 1946,
Foto von 1956

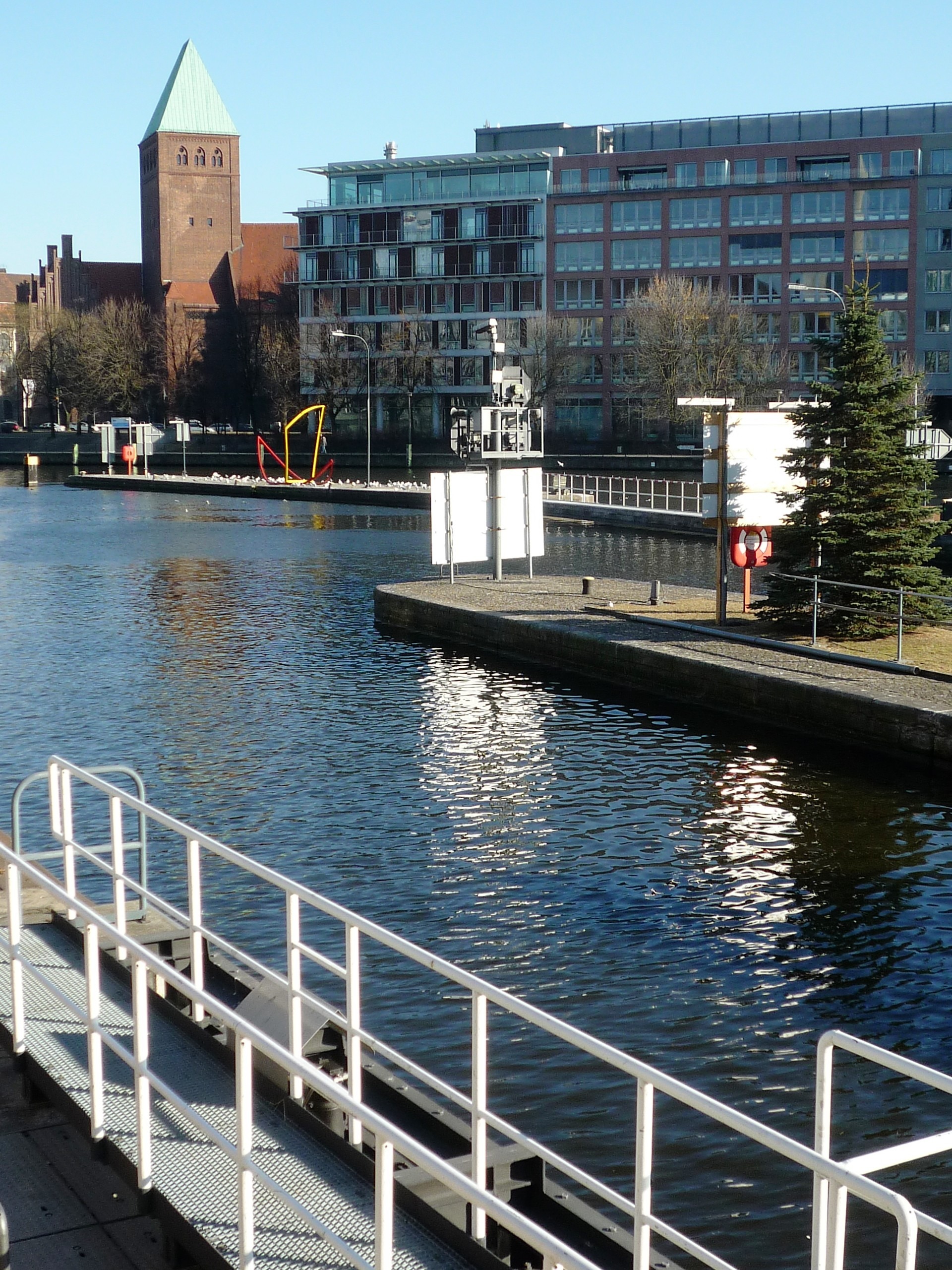
Teilansicht der Schleuse, links hinten das Märkische Museum

Im Jahr 1946 ließ der neue Berliner Magistrat die stählernen Tragwerksteile, die aus der Spree geborgen werden konnten, behelfsmäßig wieder herstellen. Die reparierte Mühlendammbrücke wurde am 1. September 1946 dem Verkehr übergeben. In den 1960er Jahren plante der Magistrat von Berlin die Anlage eines modernen Brückenbauwerks. 1964 mussten zunächst Reste der alten Schleusenanlagen abgetragen und der Spreegrund beräumt werden. Zwischen 1966 und 1968 entstand eine schmucklose dreifeldrige Spannbetonbrücke. Die nunmehr 42,20 Meter breite Brücke besteht aus zwei getrennten Brückenteilen, jedes Teil besitzt zehn Meter breite Gehwege und mehrere Fahrspuren. Die Hohlkästen enthalten die notwendigen Versorgungsleitungen. Die Brücke galt bei ihrer Fertigstellung als die größte in der DDR gebaute Straßenbrücke. Sie wurde am 31. Dezember 1969 der Öffentlichkeit übergeben.
Anlässlich der 750-Jahr-Feier Berlins wurde von 1985 bis 1987 das Ephraim-Palais etwa zwölf Meter nördlich von seinem Vorkriegsstandort wieder aufgebaut.

## Auftretende Bauprobleme im Jahr 2018 und der Beschluss zu einem Brückenneubau
Nach dem Mauerfall gingen alle Verwaltungsaufgaben der Stadt an den neuen Senat über, der weiterhin regelmäßige Untersuchungen zur Standsicherheit der Berliner Brücken durchführen ließ. Dabei haben die Experten im Spätsommer 2018 irreparable Schäden am Tragwerk der Brücke festgestellt, die allerdings noch keine Gefahr für die Sicherheit darstellten. Eine Reparatur wird nicht als dauerhafte Lösung angesehen und wohl auch kaum preiswerter als ein Neubau sein. Außerdem soll in späteren Jahren auch eine Straßenbahnlinie über die Brücke führen, die damit eine erhöhte Tragfähigkeit besitzen muss. So hat die Senatsverwaltung für Verkehr im November 2018 den Abriss und einen anschließenden Neubau beschlossen. Da der Neubau als Ersatzbaumaßnahme eingeordnet wird, gab es bis dato kein Planfeststellungsverfahren. Zugleich lobte die Senatsbauverwaltung zusammen mit der Berliner Baukammer einen Realisierungs- und Gestaltungswettbewerb aus, der im Sommer 2019 startete.
Aus dem Wettbewerb ging im Juni 2021 das Kopenhagener Planungsbüro COBE zusammen mit dem deutschen Ingenieurbüro Arup als Sieger hervor. Die Planer haben nach Einschätzung der Jury ein „elegant designtes Ingenieurbauwerk“ entworfen.
Für den Bau werden rund 44 Millionen Euro veranschlagt. Während der Bauarbeiten soll der Verkehr an dieser Stelle aufrechterhalten bleiben, denn mit rund 72.000 Fahrzeugen pro Tag ist die achtspurige Brücke eine wichtige Verkehrsader in Berlins Mitte. Als voraussichtlichen Fertigstellungstermin gibt der Senat das Jahr 2028 an.

## Kritiken am Brückenneubau
Eine Bürgerinitiative unter Leitung des früheren Senatsmitglieds Hans Stimmann kritisiert zusammen mit der Planungsgruppe Stadtkern im Bürgerforum Berlin, dessen Gründer und Sprecher der Historiker Benedikt Goebel ist, einerseits massiv, dass die Bürger in der Vorphase und in der Entscheidung nicht mit einbezogen wurden. Insbesondere handele es sich nicht um einen Ersatzneubau, weshalb dringend ein Planfeststellungsverfahren erforderlich sei. Die Planungsgruppe beauftragte eine Potsdamer Rechtsanwaltskanzlei mit der Prüfung, ob statt der bloßen bautechnischen Änderung der vorhandenen Brücke nicht eine „erhebliche bauliche Umgestaltung“ vorliegt. Die neue Brücke sei anders konstruiert als die bisherige, sie sieht darüber hinaus die Führung einer Straßenbahnlinie vor und die Verkehrsbelastung ist noch immer bei 63.000 Autos/Tag, was gegenüber der Beschlussgrundlage aus dem Jahr 2011 zu viel ist. Die Kritiker wenden ein, dass die Aufteilung in zwei Projektphasen die Probleme nur verdecke. Erst in der zweiten Phase, wenn die Straßenbahnlinie vom Spittelmarkt zum Halleschen Tor fertiggestellt ist, soll im Rahmen der Mobilitätswende eine Neuverteilung der Verkehrsflächen vorgenommen werden. Das würde die Einstellung einer Omnibuslinie und die Verringerung der Auto-Fahrstreifen auf nur noch eine je Fahrtrichtung bedeuten.

## Institutionen im näheren Bereich
Verschiedene Dachverbände der deutschen Arbeitgeber sind an der Ecke Breite Straße im Haus der Deutschen Wirtschaft vertreten. Hier haben unter anderen der BDI, der DIHK und die BDA seit 1999 ihren Sitz.

## Sehenswertes in der Umgebung
- Altes Stadthaus
- Neues Stadthaus

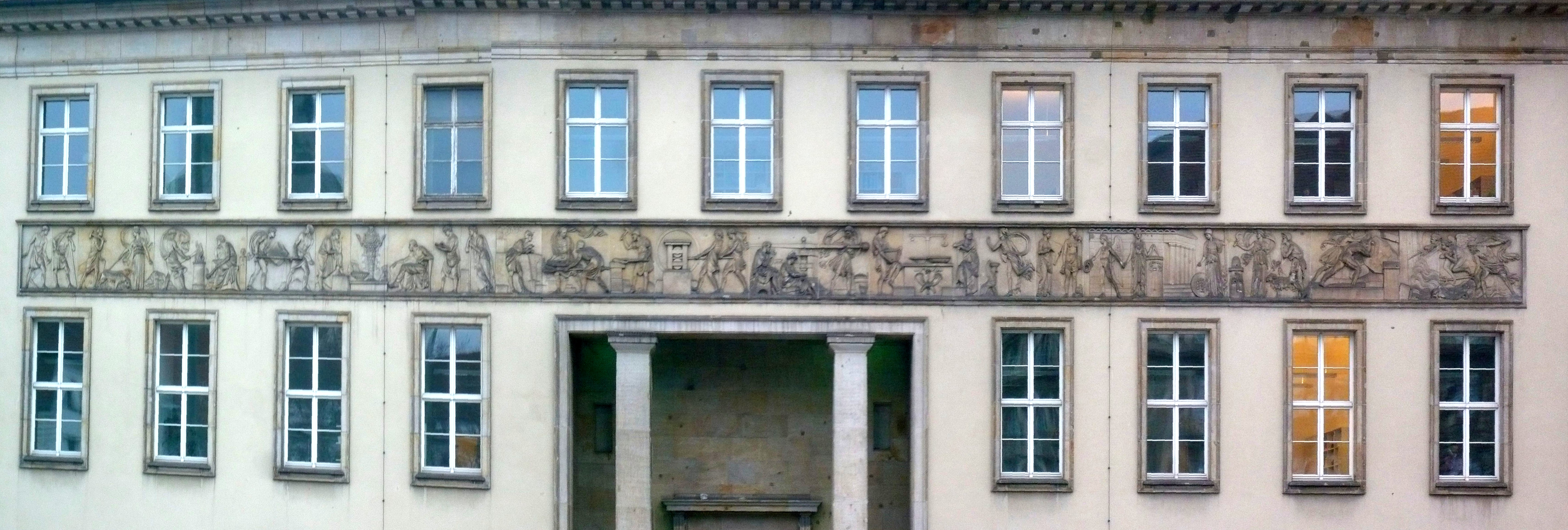
Fries (Kopie der Schadowschen Fassung) am Münzgebäude Molkenmarkt 1–3

- Palais Schwerin mit einem von Gottfried Schadow geschmückten Fries am Mühlendamm
- Molkenmarkt
- Nikolaiviertel
- Gasthaus Zur Rippe
- Hanfmuseum